# مایا استوجان
مایا استوجان (انگلیسی: Maya Stojan؛ زادهٔ ۲۸ ژوئن ۱۹۸۶) بازیگر اهل سوئیس است. وی از سال ۲۰۰۹ میلادی تاکنون مشغول فعالیت بوده است.
از فیلم‌ها یا برنامه‌های تلویزیونی که وی در آن نقش داشته است می‌توان به تازه بودن و باشگاه شکار اشاره کرد.